# Redange-sur-Attert
Redange-sur-Attert (lb. Réiden op der Atert, niem. Redingen/Attert) − miejscowość i gmina (gemeng / commune / Gemeinde) w zachodnim Luksemburgu, siedziba administracyjna kantonu Redange. Do 3 października 2015 gmina leżała w dystrykcie Diekirch. Siedziba administracyjna gminy znajduje się w miejscowości Redange-sur-Attert. Liczy 3059 mieszkańców (1 stycznia 2023). Leży nad rzeką Attert, dopływem rzeki Alzette. 

## Podział administracyjny
Do gminy należy siedem miejscowości, w tym siedem (Uertschaft) oraz żaden lieu-dit:
1. Eltz (Elz)
2. Lannen
3. Nagem (Nojem)
4. Niederpallen (Nidderpallen)
5. Ospern (Osper)
6. Redange-sur-Attert (Réiden op der Atert / Redingen/Attert)
7. Reichlange (Räichel / Reichlingen)